# Palazzo del Diavolo
Il palazzo del Diavolo si trova a San Silvestro, frazione di Curtatone in provincia di Mantova, in via Oratorio 4.

## Storia e descrizione
Realizzato a metà del XVIII secolo, si tratta di una villa con giardino, che ha subito, nell'Ottocento, aggiunte e modifiche in vari stili, che le hanno valso la curiosa denominazione. Attualmente è una proprietà privata, e versa in un cattivo stato di conservazione.
Il complesso risulta avere una disposizione ad "elle" ed è costituito da diversi corpi di fabbrica. Il corpo principale si presenta come un volume compatto, con pianta rettangolare, che si sviluppa su due piani più mansarda. In posizione arretrata si trova un edificio minore, inserito nel complesso attorno alla metà dell'Ottocento, caratterizzato da una loggia a serliana che si sviluppa su entrambi i piani. Infine vi è un corpo rustico disposto perpendicolarmente rispetto agli altri due. All'interno del confine della proprietà della villa è presente anche una cappella.